# Plymouth (Vermont)

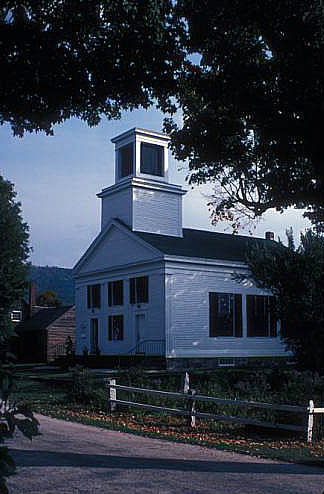
Kerk in Plymouth

Plymouth is een town in Windsor County, Vermont, Verenigde Staten. Volgens de census van 2000, heeft de plaats 555 inwoners en 251 huishoudens. Calvin Coolidge, de dertigste president van de Verenigde Staten, is geboren in Plymouth. Hij ligt hier ook begraven.

## Geboren
- Calvin Coolidge (1872-1933), president van de Verenigde Staten (1923-1929), gouverneur van Massachusetts, burgemeester van Northampton en advocaat